# Championnat du monde féminin d'échecs 2023

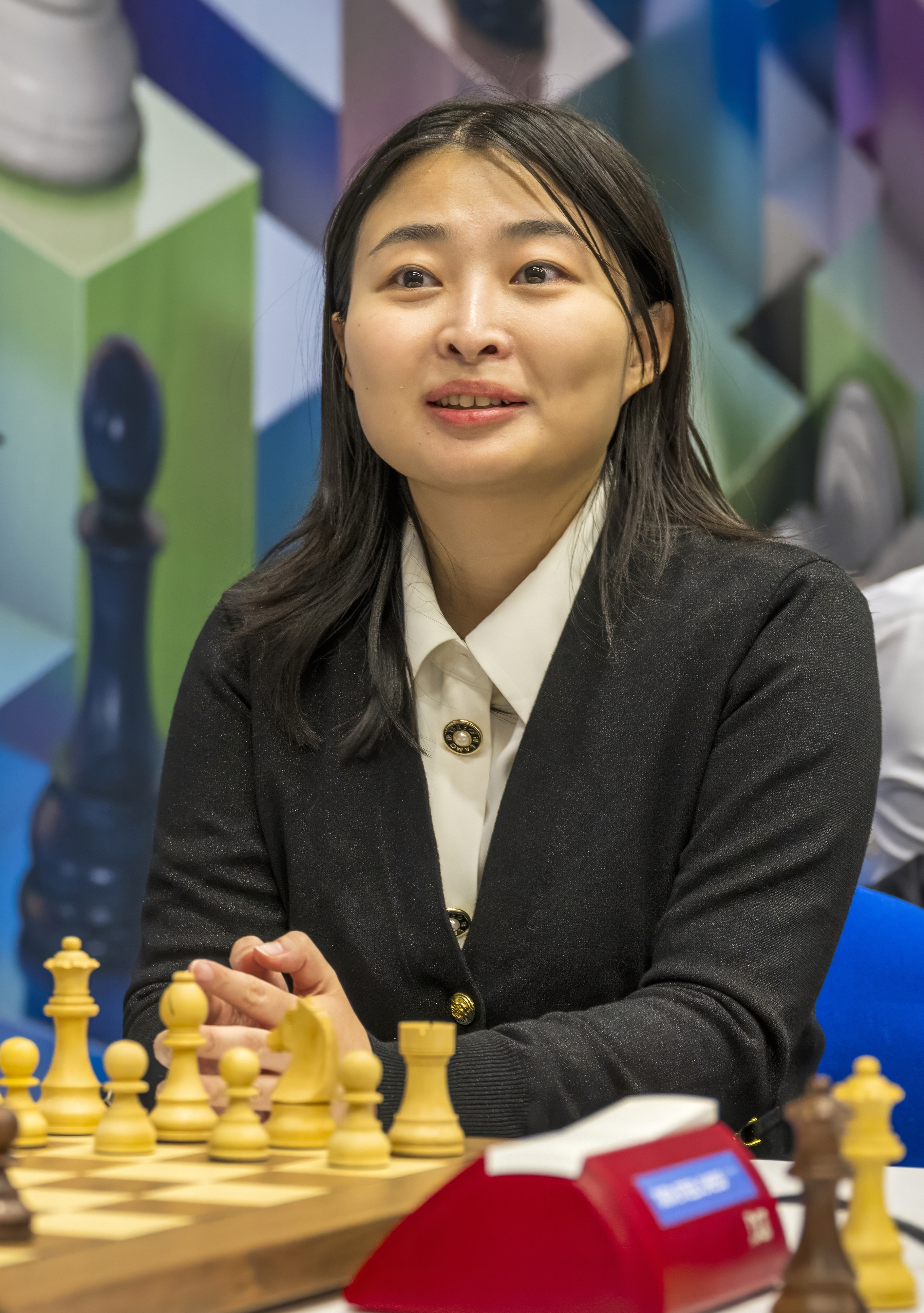
La championne du monde en titre, la Chinoise Ju Wenjun

Le championnat du monde féminin d'échecs 2023 est une compétition d'échecs qui permet de désigner la joueuse championne du monde d'échecs en individuel parmi les femmes.
La joueuse chinoise Ju Wenjun est la tenante du titre, qu'elle a remporté à l'issue du championnat du monde féminin d'échecs 2020. Elle remet son titre en jeu du 5 au 25 juillet 2023 contre la Chinoise Lei Tingjie, vainqueur du tournoi des candidates qui eut lieu à cheval entre les années 2022 (quart et demi finales) et 2023 (finale). Ju Wenjun remporte le match sur le score de 6,5 à 5,5 (deux victoires à une et neuf parties nulles) et conserve son titre de championne du monde.

## Préparation
Dans un premier temps, la Fédération internationale des échecs (FIDE) avait annoncé que le championnat du monde féminin serait organisé strictement sur les mêmes règles que le tournoi masculin. Finalement, le système dévoilé par la FIDE en juin 2022 prévoit bien un tournoi des candidates, mais au lieu que les joueuses s'affrontent toutes en un seul tournoi fermé, les joueuses qualifiées sont d'abord séparées en deux poules dont seules les vainqueuses s'affronteront dans la troisième partie. Ces modifications n'ont été réalisées que pour éviter que les joueuses ukrainiennes et russes s'affrontent en quart de finale, alors qu'une guerre entre les deux pays a débuté en février 2022.

## Tournoi des candidates 2022-2023
Le tournoi des candidates a lieu à cheval entre les années 2022 (du 24 octobre au 6 novembre 2022 pour la poule A, et du 29 novembre au 11 décembre 2022 pour la poule B) et 2023 pour la finale entre chaque vainqueuse de poule. Les huit joueuses qualifiées sont Aleksandra Goriatchkina, Humpy Koneru, Kateryna Lagno, Alexandra Kosteniouk, Tan Zhongyi, Anna Mouzytchouk, Lei Tingjie et Mariya Mouzytchouk,.
|  | Quarts de finale        | Quarts de finale  |                         |     | Demi-finales      | Demi-finales      |  |  | Finale                                   | Finale                                   |
|  | Quarts de finale        | Quarts de finale  |                         |     | Demi-finales      | Demi-finales      |  |  | Finale                                   | Finale                                   |
|  |                         |                   |                         |     |                   |                   |  |  |                                          |                                          |
|  | Poule A, à Monaco       | Poule A, à Monaco |                         |     | Poule A, à Monaco | Poule A, à Monaco |  |  | Finale en 6 parties disputée à Chongqing | Finale en 6 parties disputée à Chongqing |
|  | Poule A, à Monaco       | Poule A, à Monaco |                         |     | Poule A, à Monaco | Poule A, à Monaco |  |  | Finale en 6 parties disputée à Chongqing | Finale en 6 parties disputée à Chongqing |
|  | Humpy Koneru            | 4,5               |                         |     | Poule A, à Monaco | Poule A, à Monaco |  |  | Finale en 6 parties disputée à Chongqing | Finale en 6 parties disputée à Chongqing |
|  | Humpy Koneru            | 4,5               |                         |     | Poule A, à Monaco | Poule A, à Monaco |  |  | Finale en 6 parties disputée à Chongqing | Finale en 6 parties disputée à Chongqing |
|  | Anna Mouzytchouk        | 3,5               |                         |     | Poule A, à Monaco | Poule A, à Monaco |  |  | Finale en 6 parties disputée à Chongqing | Finale en 6 parties disputée à Chongqing |
|  | Anna Mouzytchouk        | 3,5               | Anna Mouzytchouk        | 1,5 |                   |                   |  |  | Finale en 6 parties disputée à Chongqing | Finale en 6 parties disputée à Chongqing |
|  | =Poule A, à Monaco      |                   | Anna Mouzytchouk        | 1,5 |                   |                   |  |  | Finale en 6 parties disputée à Chongqing | Finale en 6 parties disputée à Chongqing |
|  |                         | Lei Tingjie       | 2,5                     |     |                   |                   |  |  | Finale en 6 parties disputée à Chongqing | Finale en 6 parties disputée à Chongqing |
|  | Lei Tingjie             | Lei Tingjie       | 2,5                     | 2,5 |                   |                   |  |  | Finale en 6 parties disputée à Chongqing | Finale en 6 parties disputée à Chongqing |
|  | Lei Tingjie             |                   |                         | 2,5 |                   |                   |  |  | Finale en 6 parties disputée à Chongqing | Finale en 6 parties disputée à Chongqing |
|  | Mariya Mouzytchouk      | 1,5               |                         |     |                   |                   |  |  | Finale en 6 parties disputée à Chongqing | Finale en 6 parties disputée à Chongqing |
|  | Mariya Mouzytchouk      | 1,5               | Lei Tingjie             | 3,5 |                   |                   |  |  |                                          |                                          |
|  | Poule B à Khiva         |                   | Lei Tingjie             | 3,5 |                   |                   |  |  |                                          |                                          |
|  |                         | Tan Zhongyi       | 1,5                     |     |                   |                   |  |  |                                          |                                          |
|  | Aleksandra Goriatchkina | Tan Zhongyi       | 1,5                     | 2,5 |                   |                   |  |  |                                          |                                          |
|  | Aleksandra Goriatchkina | Poule B à Khiva   |                         | 2,5 |                   |                   |  |  |                                          |                                          |
|  | Alexandra Kosteniouk    | 1,5               |                         |     |                   |                   |  |  |                                          |                                          |
|  | Alexandra Kosteniouk    | 1,5               | Aleksandra Goriatchkina | 1,5 |                   |                   |  |  |                                          |                                          |
|  | Poule B à Khiva         |                   | Aleksandra Goriatchkina | 1,5 |                   |                   |  |  |                                          |                                          |
|  |                         | Tan Zhongyi       | 2,5                     |     |                   |                   |  |  |                                          |                                          |
|  | Kateryna Lagno          | Tan Zhongyi       | 2,5                     | 3,5 |                   |                   |  |  |                                          |                                          |
|  | Kateryna Lagno          |                   |                         | 3,5 |                   |                   |  |  |                                          |                                          |
|  | Tan Zhongyi             | 4,5               |                         |     |                   |                   |  |  |                                          |                                          |
|  | Tan Zhongyi             | 4,5               |                         |     |                   |                   |  |  |                                          |                                          |

Cette phase se déroule elle-même en trois temps : une poule A avec quatre joueuses, une poule B avec quatre autres joueuses, enfin une finale doit opposer la vainqueur de la poule A et celle de la poule B.

### Poule A
La poule A a lieu du 24 octobre 2022 au 6 novembre 2022 à Monaco. Elle est co-organisée par la Fédération monégasque des échecs. Les quatre participantes de la poule A sont Humpy Koneru, Anna Muzychuk, Lei Tingjie et Mariya Muzychuk.
| Partie | Date            | Humpy Koneru | Anna Mouzytchouk |
| ------ | --------------- | ------------ | ---------------- |
| 1      | 25 octobre 2022 | 1            | 0                |
| 2      | 26 octobre 2022 | 1/2          | 1/2              |
| 3      | 28 octobre 2022 | 1/2          | 1/2              |
| 4      | 29 octobre 2022 | 0            | 1                |

| Partie | Date            | Lei Tingjie | Mariya Mouzytchouk |
| ------ | --------------- | ----------- | ------------------ |
| 1      | 25 octobre 2022 | 1           | 0                  |
| 2      | 26 octobre 2022 | 1/2         | 1/2                |
| 3      | 28 octobre 2022 | 1/2         | 1/2                |
| 4      | 29 octobre 2022 | 1/2         | 1/2                |

Lei Tingjie se qualifie pour la demi-finale du tournoi des candidates en ayant remporté la seule partie décisive de son match, les trois autres parties s'étant soldées par des nulles. 
Le match entre Humpy Koneru et Anna Muzychuk n'est pas décisif après les quatre premières parties, chaque joueuse ayant gagné une partie avec les blancs, et les deux autres parties ayant abouti à la nulle. Une séance de départage en parties rapides a donc lieu le 30 octobre. 
Les trois premières parties rapides se terminent par des nulles, Anna Muzychuk ratant un gain avec les blancs à la fin de la 3e partie. Lors de l'ultime partie rapide, Humpy Koneru abandonne au 17e coup après la perte d'une pièce, permettant à Anna Muzychuk de se qualifier pour la demi-finale.

### Poule B
La poule B a lieu à Khiva en Ouzbékistan. Les quatre participantes de la poule A sont Aleksandra Goryachkina, Alexandra Kosteniuk, Kateryna Lagno et Tan Zhongyi.
| Partie | Date | Aleksandra Goriatchkina | Alexandra Kosteniouk |
| ------ | ---- | ----------------------- | -------------------- |
| 1      |      |                         |                      |
| 2      |      |                         |                      |
| 3      |      |                         |                      |
| 4      |      |                         |                      |

| Partie | Date | Kateryna Lagno | Tan Zhongyi |
| ------ | ---- | -------------- | ----------- |
| 1      |      |                |             |
| 2      |      |                |             |
| 3      |      |                |             |
| 4      |      |                |             |

### Demi-finales et finale
La première demi-finale se tient du 1er au 5 novembre 2022. 
| Partie | Date              | Anna Mouzytchouk | Lei Tingjie |
| ------ | ----------------- | ---------------- | ----------- |
| 1      | 1er novembre 2022 | 1/2              | 1/2         |
| 2      | 2 novembre 2022   | 1/2              | 1/2         |
| 3      | 4 novembre 2022   |                  |             |
| 4      | 5 novembre 2022   |                  |             |

| Partie | Date             | Aleksandra Goriatchkina | Tan Zhongyi |
| ------ | ---------------- | ----------------------- | ----------- |
| 1      | 29 novembre 2022 |                         |             |
| 2      |                  |                         |             |
| 3      |                  |                         |             |
| 4      |                  |                         |             |

## Championnat du monde entre Ju Wenjun et Lei Tingjie
Le match a lieu du 5 au 25 juillet 2023 dans les villes chinoises de Chongqing et Shanghai. Les joueuses disputent un match en 12 parties à la cadence de 90 minutes pour les 40 premiers coups, puis 30 minutes pour le reste de la partie, le tout avec un incrément de 30 secondes par coup. 

En battant sa challenger et compatriote Lei Tingjie sur le score final de 6,5 à 5,5, avec une victoire dans la douzième et dernière partie classique du match, la Chinoise Ju Wenjun conserve son titre de Championne du Monde d'Échecs. Ju Wenjun est devenue championne du monde d'échecs en mai 2018 après avoir battu sa compatriote Tan Zhongyi 5,5 à 4,5. Elle a conservé son titre en novembre 2018 dans un championnat du monde au système coupe avec 64 joueuses au départ, en venant à bout de Kateryna Lagno au départage de la finale, puis en janvier 2020, lors d'un match contre Aleksandra Goryachkina, après départage aussi.

### Résultats des parties longues
| Partie | Date       | Ju Wenjun | Lei Tingjie | Ouverture (Code ECO)                          | Nombre de coups | Score                      | Lieu      |
| ------ | ---------- | --------- | ----------- | --------------------------------------------- | --------------- | -------------------------- | --------- |
| 1      | 5 juillet  | ♚ ½       | ♔ ½         | Partie espagnole, défense berlinoise (C67)    | 50              | Égalité 0,5 – 0,5          | Shanghai  |
| 2      | 6 juillet  | ♔ ½       | ♚ ½         | Défense Tarrasch (D32)                        | 40              | Égalité 1 - 1              | Shanghai  |
| 3      | 8 juillet  | ♚ ½       | ♔ ½         | Partie espagnole, défense berlinoise (C65)    | 49              | Égalité 1,5 – 1,5          | Shanghai  |
| 4      | 9 juillet  | ♔ ½       | ♚ ½         | Gambit dame accepté (D24)                     | 63              | Égalité 2 - 2              | Shanghai  |
| 5      | 11 juillet | ♚ 0       | ♔ 1         | Partie italienne (C54)                        | 65              | Lei Tinjie mène 3 - 2      | Shanghai  |
| 6      | 12 juillet | ♔ ½       | ♚ ½         | défense Tarrasch (D32)                        | 48              | Lei Tinjie mène 3,5 - 2,5  | Shanghai  |
| 7      | 15 juillet | ♚ ½       | ♔ ½         | Défense Caro-Kann (B19)                       | 65              | Lei Tingjie mène 4 - 3     | Chongqing |
| 8      | 16 juillet | ♔ 1       | ♚ 0         | Début Réti (A06)                              | 72              | Égalité 4 - 4              | Chongqing |
| 9      | 18 juillet | ♚ ½       | ♔ ½         | Défense sicilienne (B45)                      | 59              | Égalité 4,5 - 4,5          | Chongqing |
| 10     | 19 juillet | ♔ ½       | ♚ ½         | Ouverture anglaise (A13)                      | 47              | Égalité 5 - 5              | Chongqing |
| 11     | 21 juillet | ♚ ½       | ♔ ½         | Partie italienne (C55)                        | 48              | Égalité 5,5 - 5,5          | Chongqing |
| 12     | 22 juillet | ♔ 1       | ♚ 0         | Début fermé, variante Noteboom inversée (D04) | 62              | Ju Wenjun gagne 6,5 - 5,5. | Chongqing |